# William Wyld

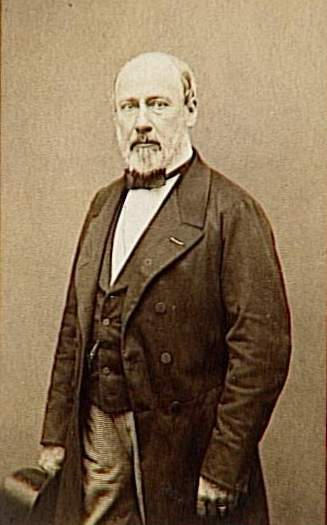
William Wyld, Fotografie von Étienne Carjat, um 1865

William Wyld (* 17. Januar 1806 in London; † 25. Dezember 1889 in Paris) war ein britischer Maler und Lithograf.

## Leben
Wyld war Spross einer wohlhabenden Kaufmannsfamilie. Mit Zeichenutensilien seines Onkels, die er im Alter von sechs Jahren geerbt hatte, erwarb er Kenntnisse im Zeichnen. Als er 20 Jahre alt war, starb sein Vater. Durch Familienbeziehungen zum britischen Außenminister George Canning erhielt er den Posten eines Botschaftssekretärs in Calais. Dort hatte er Privatunterricht bei dem französischen Landschaftsmaler und Aquarellisten François Louis Thomas Francia (1772–1839). Als Wylds Förderer George Canning 1827 gestorben war und eine Laufbahn in den Diensten der britischen Diplomatie nicht weiter aussichtsreich erschien, wechselte er seinen Beruf und wurde Weingroßhändler. In dieser Tätigkeit, die bis zur Übergabe des Geschäfts an einen jüngeren Bruder im Jahr 1833 dauerte, baute er ein Netzwerk von Kontakten auf. So knüpfte er eine Beziehung zum Baron von Vialar, den er nach Algier begleitete, wo er damit begann, orientalische Motive zu zeichnen und zu malen.
Als er bei seiner Abreise aus Algier den französischen Maler und Direktor der Académie de France à Rome, Horace Vernet, bei dessen Abreise nach Rom traf, ließ er sich überzeugen, mit ihm in die Ewige Stadt zu gehen, um sich dort seiner weiteren künstlerischen Entwicklung zu widmen. Erste Auftragsarbeiten fertigte er für Persönlichkeiten aus Vernets Kreis in Rom. Von dort aus bereiste er Italien und die Schweiz. Durch Vernet hatte Wyld insbesondere Zugang zur gehobenen französischen Gesellschaft. Dies half ihm, ein Atelier in Paris zu eröffnen und sich bald einen Ruf als Maler von orientalischen Genremotiven und Architekturansichten aufzubauen. Für das Gemälde Venice at Sunrise, das er auf dem Salon de Paris des Jahres 1839 ausgestellt hatte, erhielt er eine Goldmedaille. Zu seinen Pariser Malerfreunden zählten Ary Scheffer und Paul Delaroche.

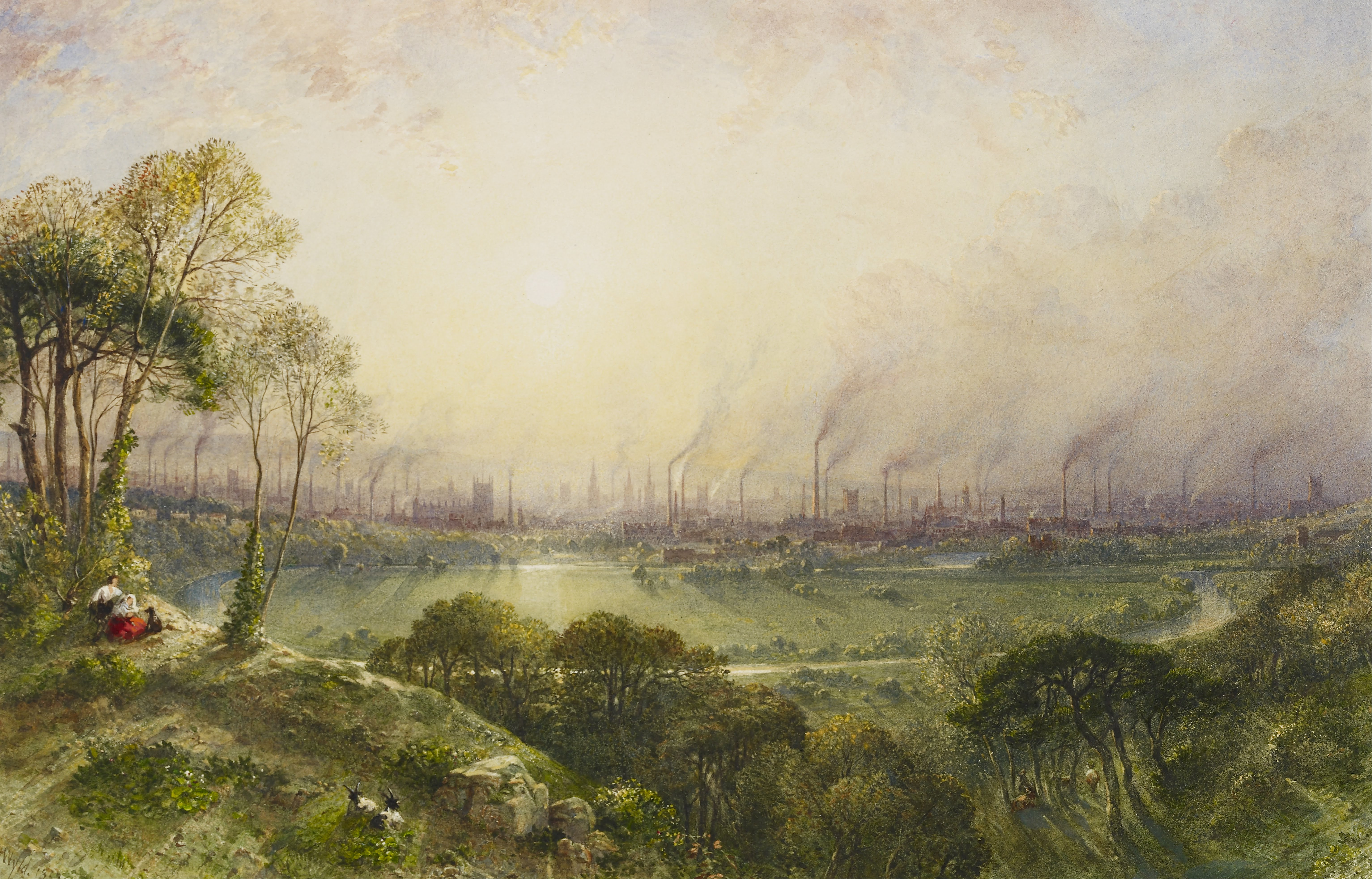
View of Manchester from Kersal Moor, 1852, Royal Collection

Eine erneute Reise nach Nordafrika unternahm er wahrscheinlich im Jahr 1844. Im Folgejahr bereiste er die Bretagne. Nach der Februarrevolution 1848 kehrte er ins Vereinigte Königreich Großbritannien und Irland zurück. In London wurde er Mitglied der New Society of Painters in Water Colours. In dieser Zeit hatte er als Maler großen Erfolg bei Geschäftsleuten aus Manchester. Sein Gemälde View of Manchester from Kersal Moor, das den Status einer industriemalerischen Ikone erlangte, entstand in dieser Schaffensphase. Zu seinen Bewunderern zählte die britische Königin Victoria, die ihn 1852 einlud, Balmoral Castle und dessen Umgebungen zu malen.

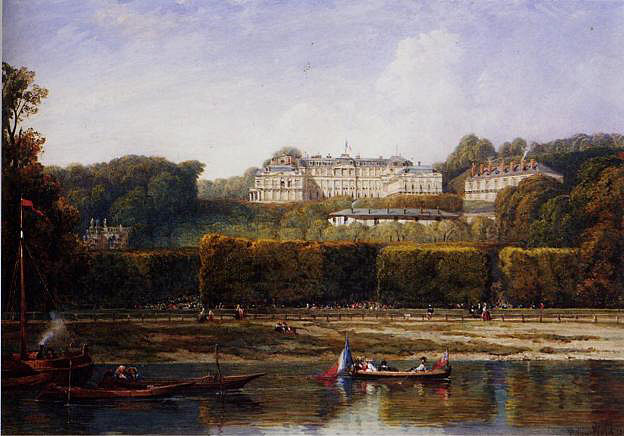
Château de Saint-Cloud, 1855

1855 war er in ihrer Entourage Gast eines Staatsbesuch in Frankreich. In diesem Jahr entstand seine bekannte Ansicht des Schlosses Saint-Cloud. Auch nahm er auf Bitten des französischen Kulturpolitikers Alfred Émilien de Nieuwerkerke an der damaligen Pariser Weltausstellung teil, woraufhin ihn Napoleon III. zum Ritter der französischen Ehrenlegion ernannte. Wyld wohnte und arbeitete bis zum Tod im Alter von 83 Jahren in Paris.